# 스코티시 풋볼 리그 3부
스코틀랜드 풋볼 리그 3부(Scottish Football League Third division)는 스코틀랜드의 축구 리그였다. 스코틀랜드 풋볼 리그의 제3위 단계 리그이며 스코틀랜드 축구 리그 시스템에서는 4번째 단계의 리그이다. 총 10개의 팀이 참가하며 1위 팀은 스코틀랜드 풋볼 리그 2부로 승격된다. 스코틀랜드 풋볼 리그가 스코틀랜드 프리미어리그와 통합하면서 스코틀랜드 리그 2로 개칭되었다.